# Jules Joseph Lefebvre
Jules Joseph Lefebvre (Tournan-en-Brie, 14 marzo 1836 – Parigi, 24 febbraio 1912) è stato un pittore accademico francese.
Finissimo ritrattista, fu rivale di William-Adolphe Bouguereau per i suoi nudi di donna.

## Biografia
Entrato all'École des Beaux-Arts nel 1852, Lefebvre fu allievo di Léon Cogniet e vinse il Prix de Rome nel 1861 con La morte di Priamo. Dal 1855 al 1898 espose 72 ritratti nel Salon di Parigi. Insegnò all'Académie Julian, dove ebbe numerosi allievi. Lefebvre dovette la sua notorietà principalmente ai suoi nudi femminili, un genere nel quale rivaleggiava con William-Adolphe Bouguereau.
Nel 1868 la sua Donna sdraiata fece sensazione, ma la sua opera più celebre è La Verità, uno statuario nudo di donna che tiene alto uno specchio, visibile al Museo d'Orsay. Apprezzati ritratti sono quelli di Madame Reynaud e del Principe imperiale (1874). Vinse una medaglia di prima classe all'Expo di Parigi del 1878 e una medaglia d'onore del Salon nel 1886. Nel 1891 fu eletto membro dell'"Académie des Beaux-Arts" e nominato commendatore della Legion d'onore. 
Jules Joseph Lefebvre morì a Parigi all'età di 75 anni. 

## Opere
- 1861 - La morte di Priamo
- 1861 - Diva Vittoria Colonna

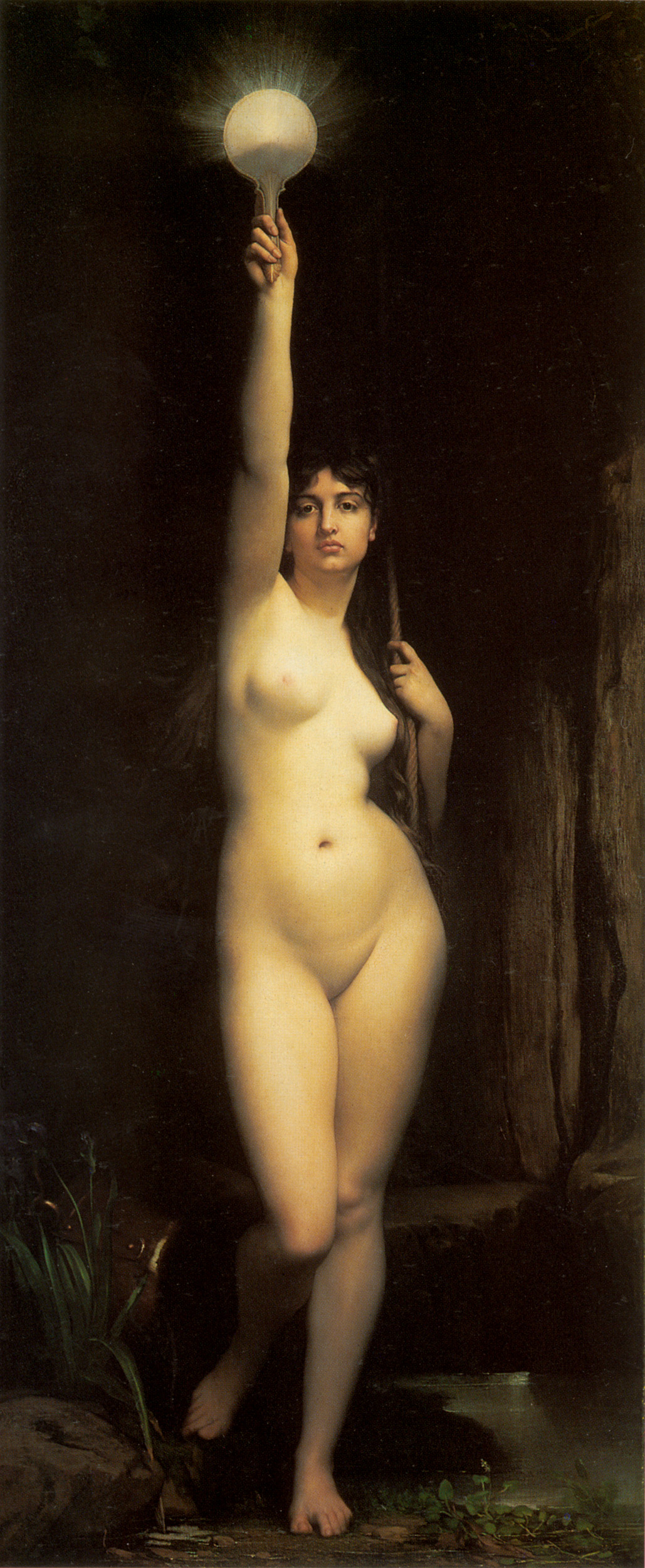
La verità

- 1863 - Ragazzo che dipinge una maschera tragica
- 1864 - La carità romana
- 1865 - Ritratto d'Antonio, modello italiano
- 1866 - Cornelia, madre dei Gracchi
- 1868 - Nudo sdraiato
- 1869 - Il risveglio di Diana
- 1869 - Ritratto di Alexandre Dumas
- 1870 - La Verità
- 1870 - Ragazza col mandolino
- 1870 - Il principe imperiale
- 1872 - La cicala
- 1874 - Odalisca
- 1874 - Schiava con frutto
- 1874 - Ritratto di Eugene Louis Napoleon Bonaparte
- 1875 - Cloe
- 1876 - Maria Maddalena nella grotta
- 1877 - Pandora
- 1878 - Mignon
- 1878 - Graziella
- 1879 - Diana
- 1879 - Diana sorpresa
- 1880 - Ritratto di Julia Foster Ward
- 1881 - Fiametta
- 1882 - Pandora
- 1882 - Giapponese
- 1883 - Psyche
- 1884 - Ritratto di Edna Barger
- 1890 - Lady Godiva
- 1890 - Ofelia
- 1892 - Una figlia di Eva
- 1896 - Ritratto di signora
- 1898 - Amore affila le sue frecce
- 1901 - Alexander Agassiz
- 1901 - La figlia Yvonne Lefebvre

## Allievi
- Louis Abel-Truchet, francese (1857–1918)
- John Noble Barlow, inglese (1861–1917)
- Jules Benoit-Lévy, francese (1866–1952)
- Frank Weston Benson, americano (1858–1939)
- Henri Biva (1848-1928), (all'Académie Julian)
- Maurice Bompard, francese (1857-1936)
- Gustave Brisgand, francese (1867–1944)
- George Elmer Browne, americano (1871-1946), (all'Académie Julian)
- Clément Brun, francese
- Madeleine Carpentier, (all'Académie Julian)
- Jean-Denis-Antoine Caucannier, francese (1860 circa-1905)
- Henry Coeylas, francese[1]
- Louise De Hem, belga (1866-1922), all'Académie Julian
- Charles Devevey, francese, (all'Académie Julian, dal 1881 al 1885)
- Thomas Wilmer Dewing, americano (1851–1938), (all'Académie Julian)
- Jacques Drogue, (all'Académie Julian)
- Henri-Lucien Doucet (1856-1895), (all'École des beaux-arts di Parigi)
- Octave Gallian (1855-1918), (all'Académie Julian)
- Maria Gażycz, polacca (1860-1935), (all'Académie Julian)
- Elisabeth George-Grimblot (1862-1936), francese, (all'Académie Julian)
- Henry Grosjean, francese (1864–1948)
- Henri Guinier (1867-1927), francese, (all'Académie Julian (1889) e alle Belle Arti di Parigi, secondo prix de Rome nel 1896)
- Maximilienne Guyon, francese
- William Hart, scozzese (1823–1894)
- Childe Hassam, americano (1859–1935)
- Charles-Louis Houdard, francese (1855-1931)
- Paul Jamin (1853-1903)

- Fernand Khnopff, belga (1858–1921)
- Georges-Émile Lebacq, belga
- Henriette Daux, francese (1866-1953)
- Marie Laforge francese (1865-1920),
- Paul Landowski, scultore francese (1875–1961)
- Jeanne Langevin-Godeby
- Louise Lavrut, pittrice e pastellista francese (1874–1949)
- Jean Lefeuvre
- Maurice Lévis (1860-1940)
- Jules Taupin (1863-1932), (all'École des beaux-arts di Parigi)
- Pierre Lissac (1878-1955)
- Paul Louchet (1882–1936)
- Louis-Marie Désiré-Lucas (1869-1949)
- Victor Pierre Ménard, francese (1857–1930)
- Charles Maurin, francese
- Charles Naillod (1876–1941)
- Justine Peltier, francese (1862–1956)
- Magdeleine Real del Sarte (1853-1927)
- Roger Reboussin (1881-1965)
- Georges-Antoine Rochegrosse, francese (1859–1938)
- Guy Rose, francese
- Élisabeth Sonrel (1874-1953)
- Edmund Tarbell, americano
- Francis Tattegrain, francese (1852–1915)
- Henry Tenré, francese (1864–1926)
- Louis Valtat, francese (1869–1952),
- Herbert Ward, inglese (1863-1919)
- Victor Westerholm, finlandese

## Galleria d'immagini

### Ritratti

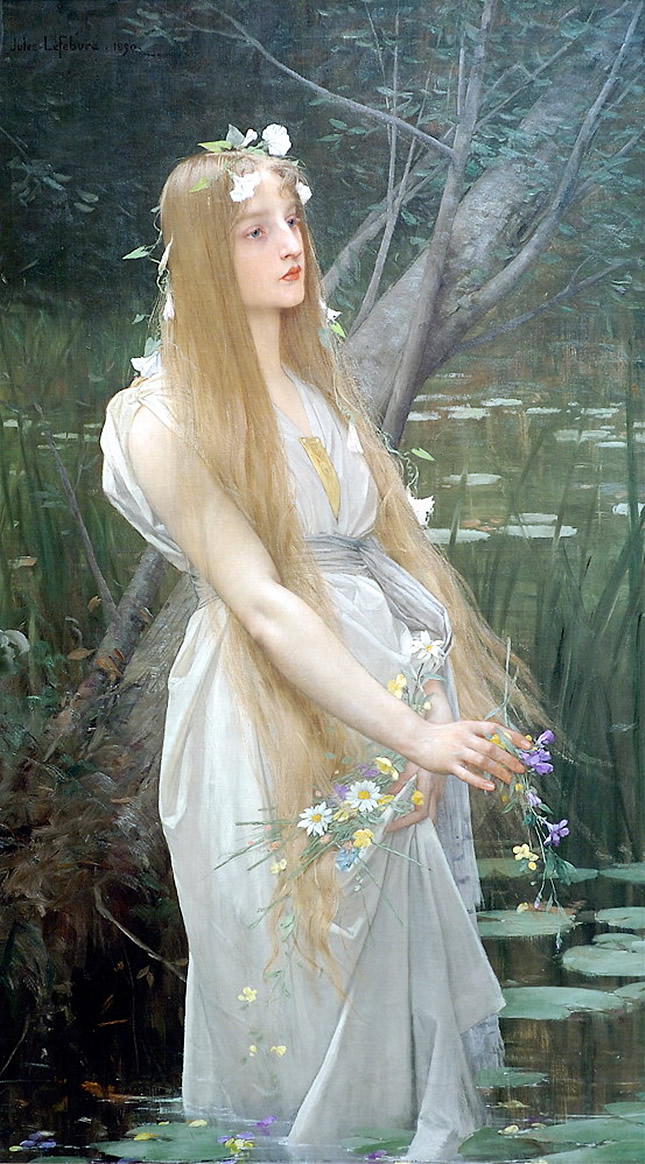
Ofelia
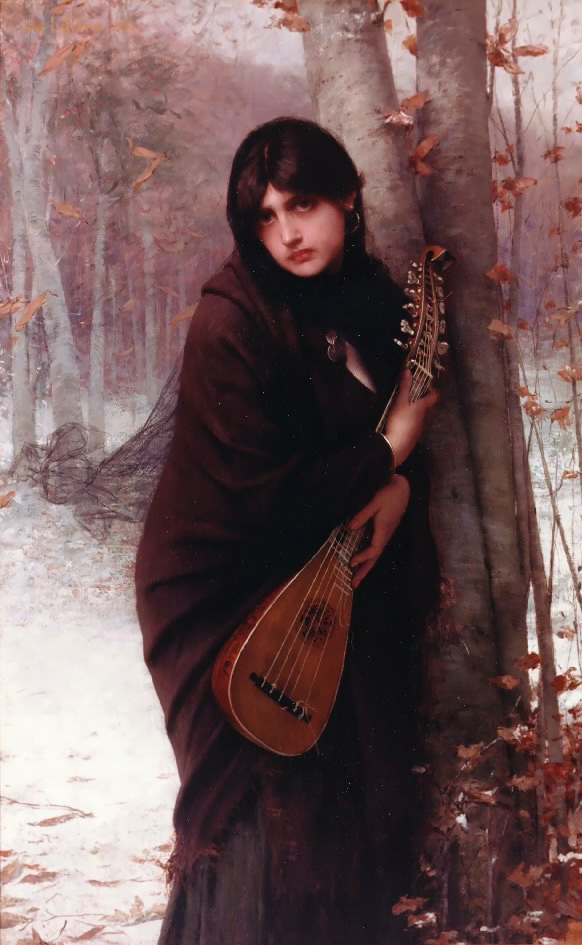
Ragazza con un mandolino
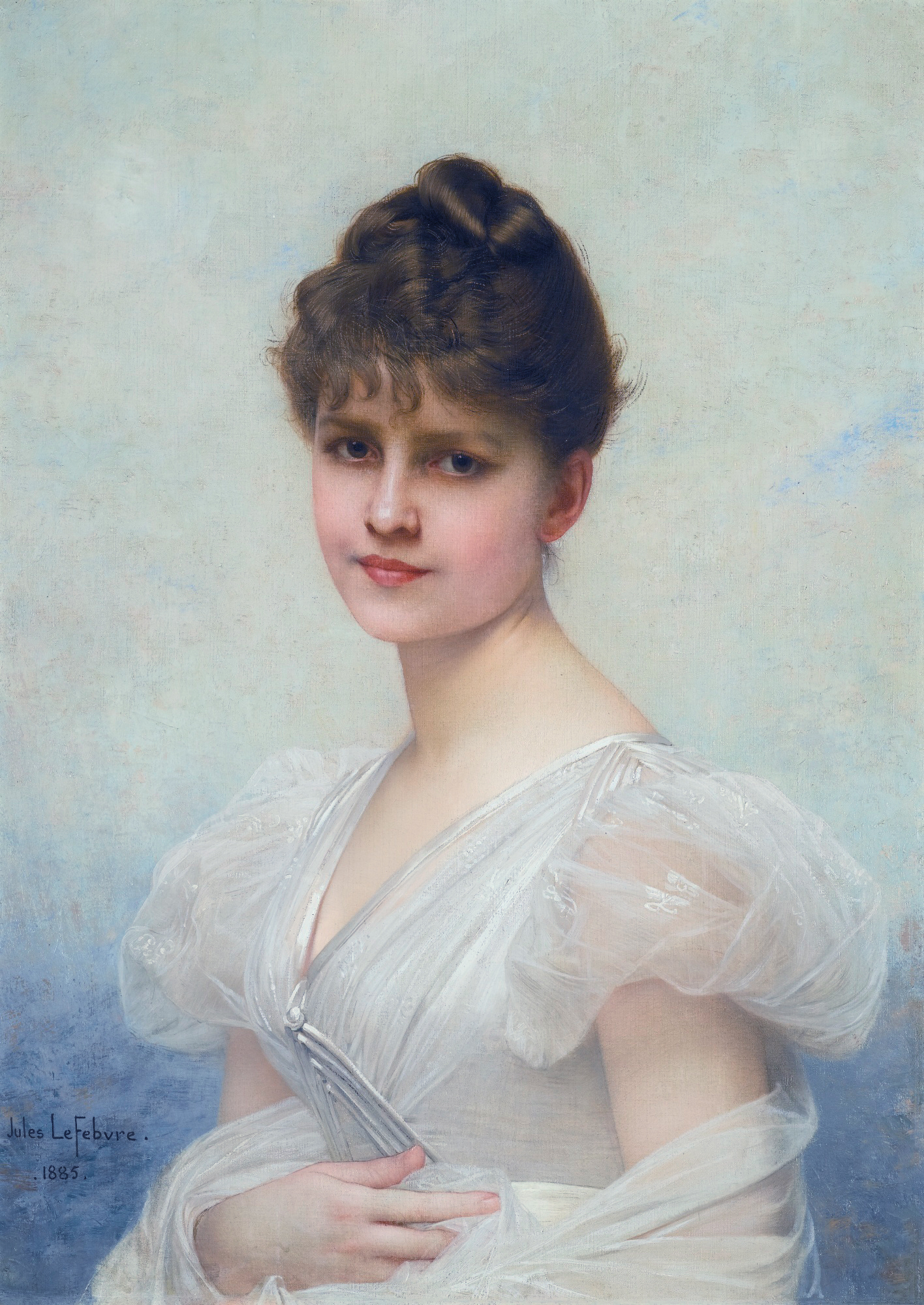
Carolina Warren Miller
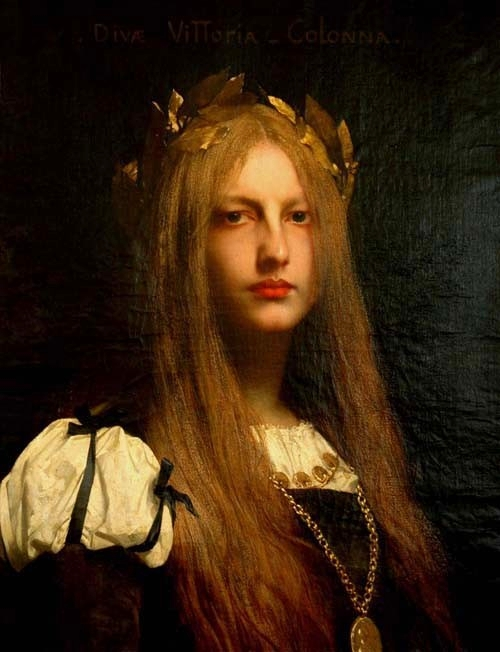
Vittoria Colonna
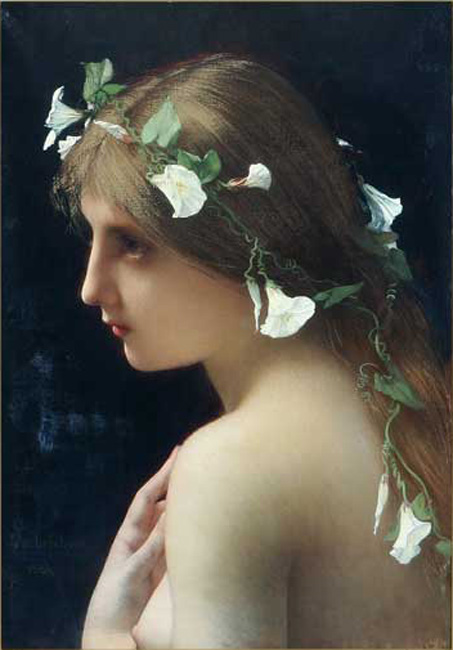
Ninfa con fiori di convolvolo
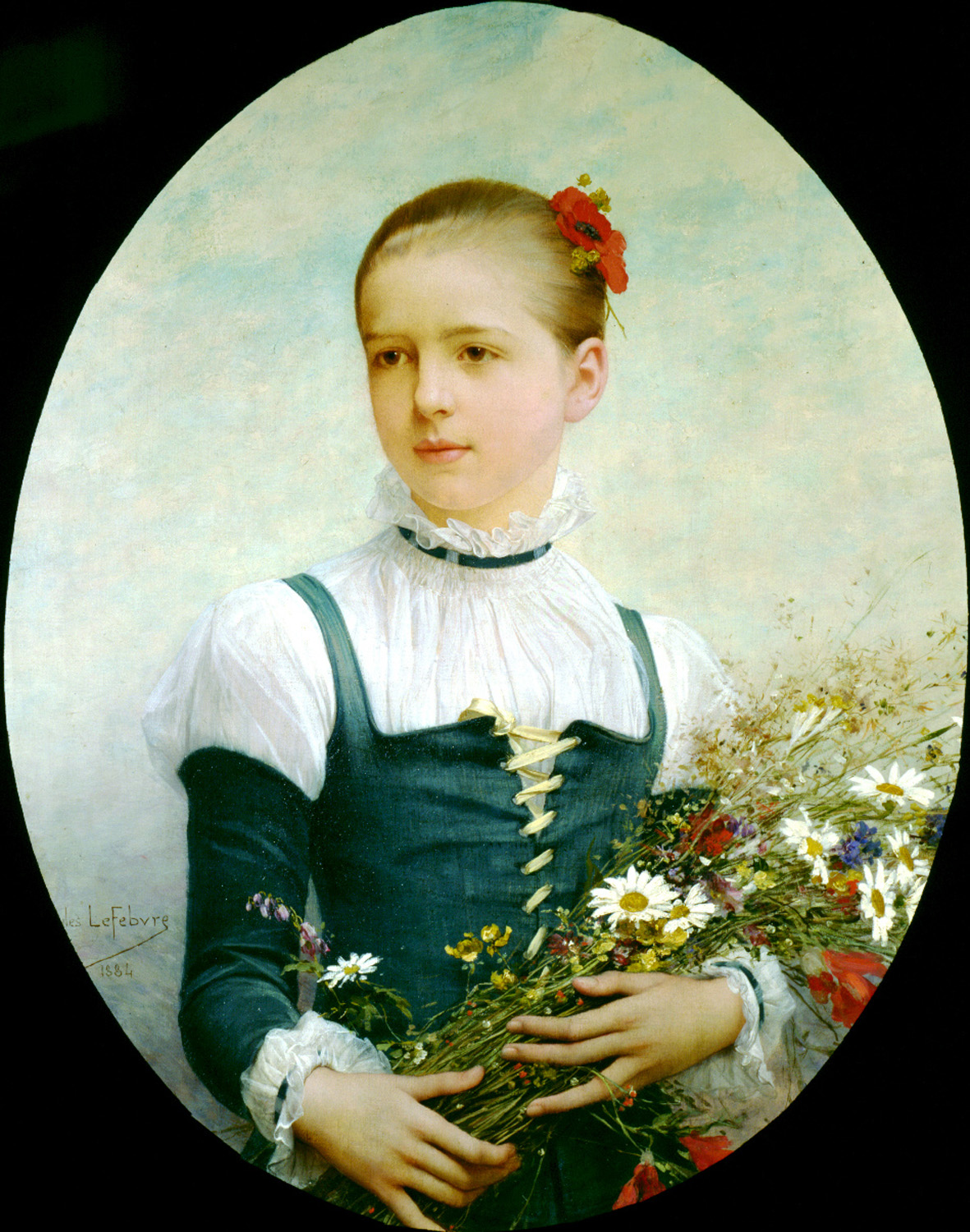
Edna Barger

### Nudi

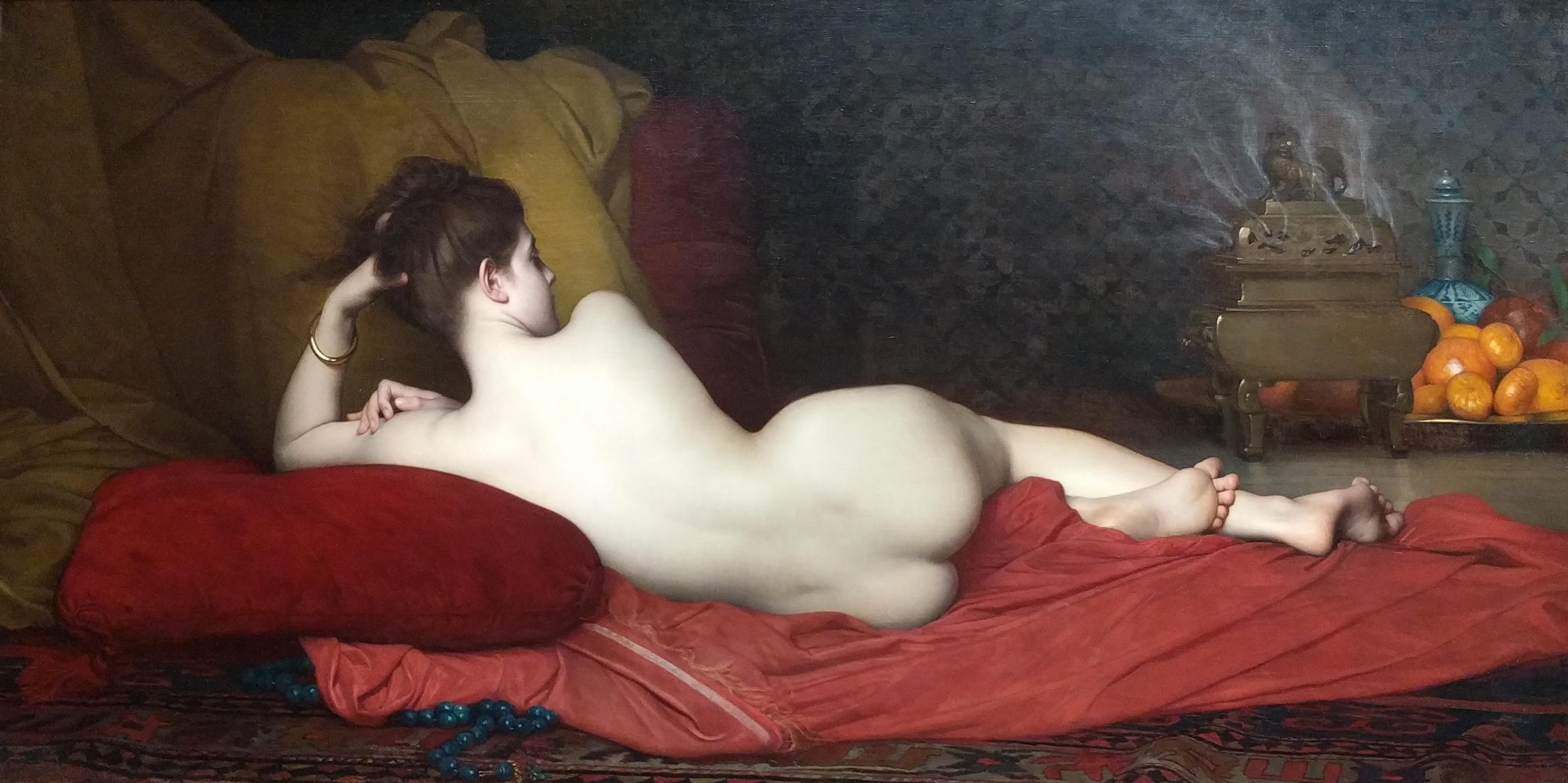
Odalisca

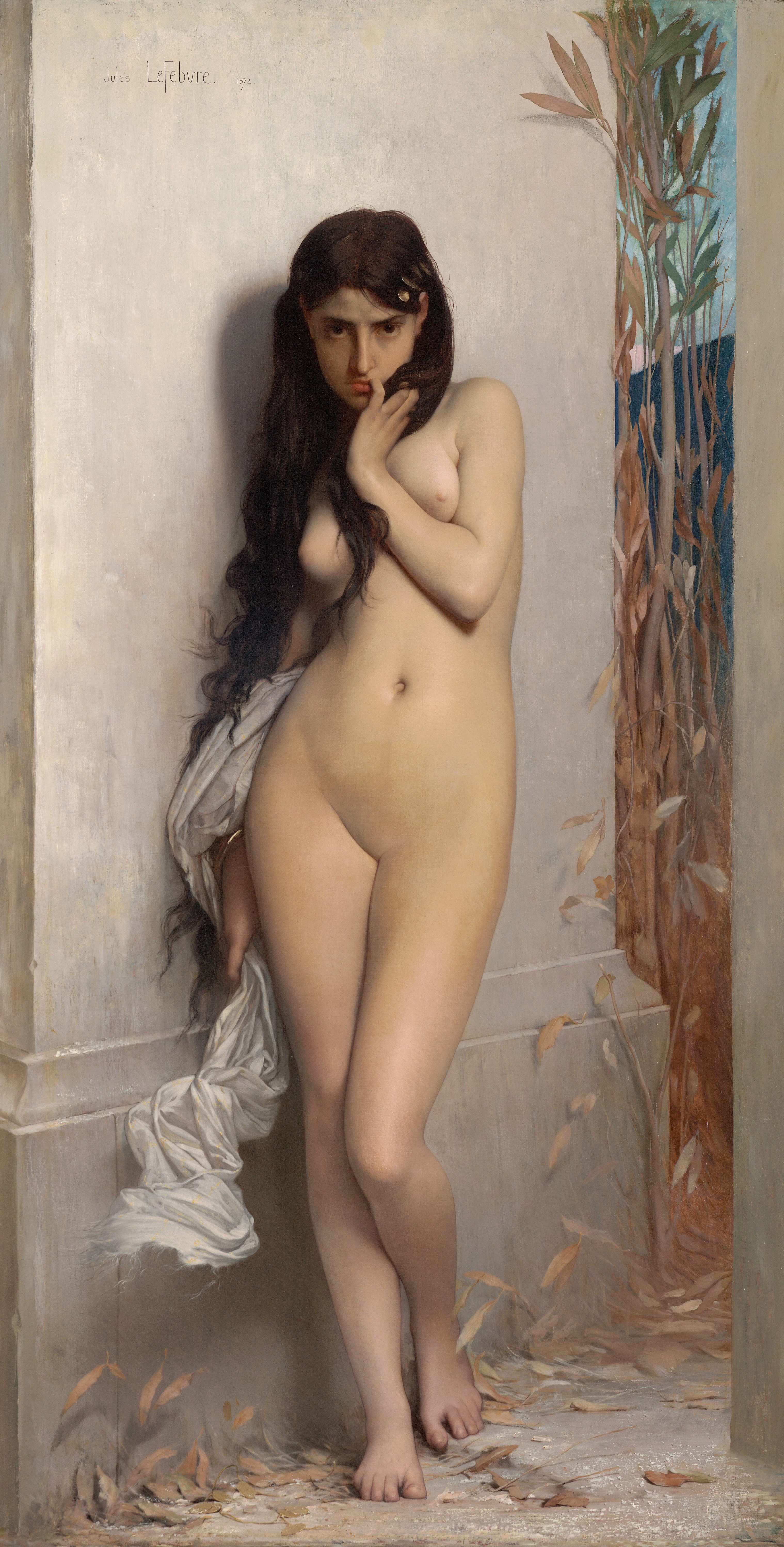
La cicala
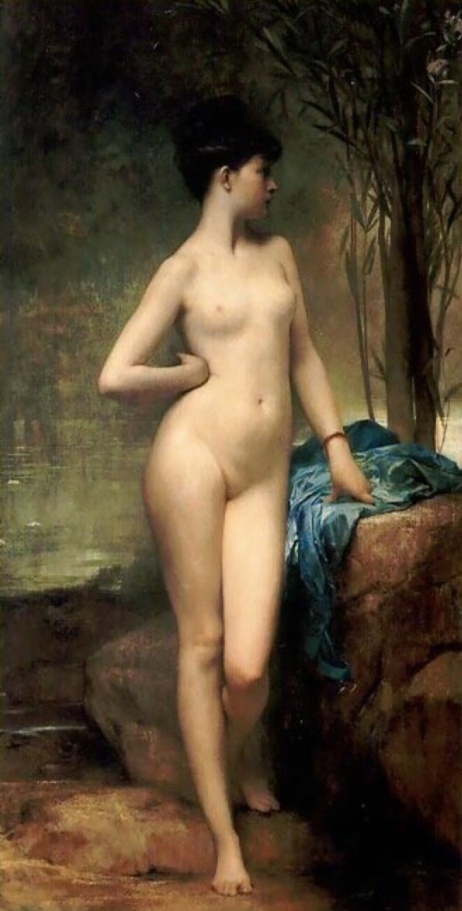
Cloe
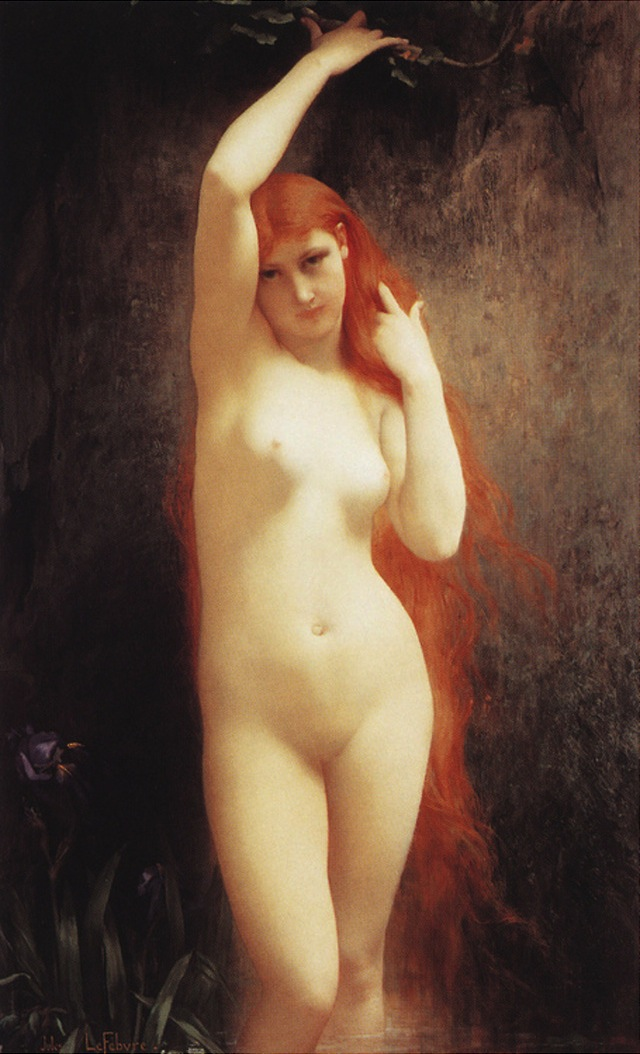
L'ondina
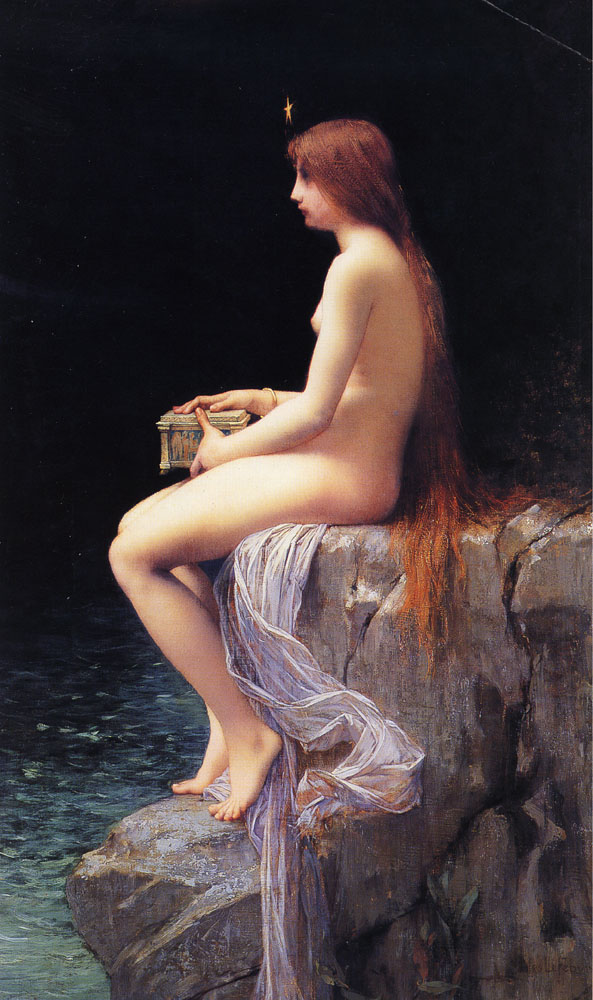
Pandora
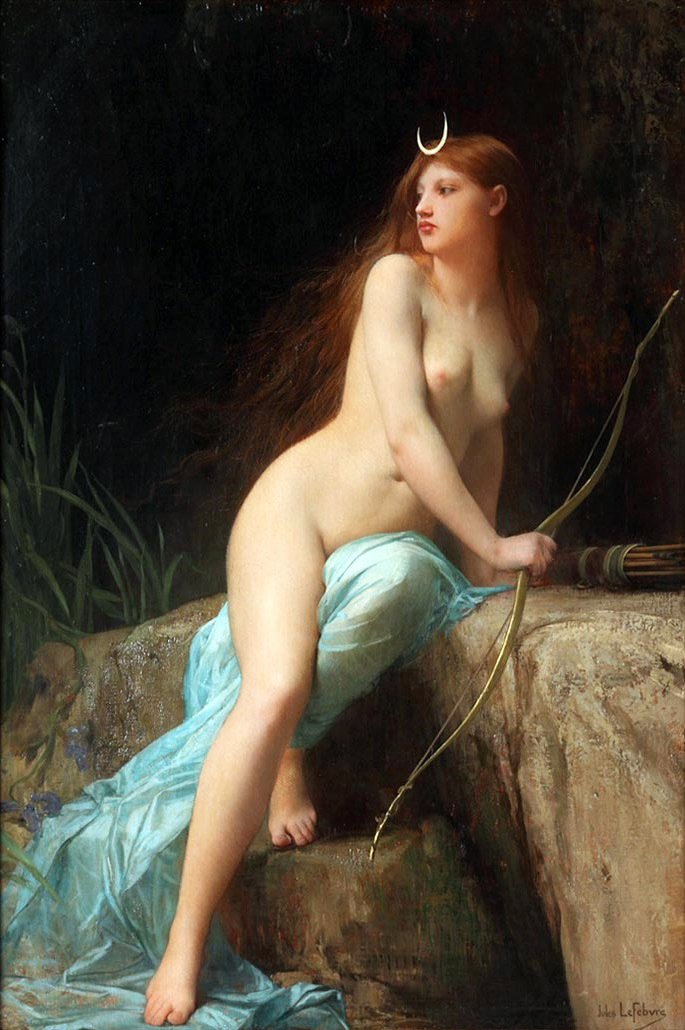
Diana cacciatrice

- Odalisca